# 埃尔马迪迪
埃尔马迪迪（Airmadidi）是印度尼西亚北苏拉威西省的一个城镇，是北米纳哈萨县的县治所在，位于苏拉威西岛米纳哈萨半岛东北内陆，地处万鸦老至比通道路的中点，西距省首府万鸦老15公里。2010年统计，埃尔马迪迪所在的埃尔马迪迪区（Kecamatan Airmadidi）共有26,558人。埃尔马迪迪意为沸水，该地有矿泉。正在建设中的万鸦老-比通收费高速公路经过该镇。

## 资料来源
1. ↑  Biro Pusat Statistik, Jakarta, 2011.
2. ↑  Indonesia （页面存档备份，存于） by Justine Vaisutis page 745